# Republiken Kina i olympiska sommarspelen 1936
Republiken Kina deltog med 54 deltagare vid de olympiska sommarspelen 1936 i Berlin. Ingen av landets deltagare erövrade någon medalj.